# More than This (canción de One Direction)
«More Than This» —en español: «Más que esto»— es una canción interpretaba por la boy band británica-irlandesa One Direction, perteneciente a su primer álbum de estudio Up All Night, de 2011. Es una balada de pop acústico, la cual se lanzó oficialmente como el cuarto sencillo del disco el 25 de mayo de 2012. El 12 de marzo de 2012, la banda asistió al Rockefeller Center para interpretar el tema junto con «What Makes You Beautiful» y «One Thing» en la transmisión del programa estadounidense Today Show.
Ha sido interpretada por el quinteto en sus giras Up All Night Tour y Take Me Home Tour.

## Composición
«More Than This» fue compuesta por el cantante y compositor británico Jamie Scott y producida por Brian Rawling y Paul Meehan. Es una balada pop acústico. De acuerdo con la partitura publicada en Musicnotes, la canción tiene un tempo adagio de 70 pulsaciones por minuto y está compuesta en la tonalidad do mayor. El registro vocal de los miembros de la banda se extiende desde la nota fa mayor hasta la la mayor. Su instrumentación incluye una mezcla entre piano y guitarra.

## Recepción

### Comentarios de la crítica
El tema recibió comentarios positivos por parte de los críticos. Robert Copsey de Digital Spy se sorprendió y la llamó «una gran balada». Zachary Houle de PopMatters comentó que la canción es «poco empalagosa». Gordon Smart del diario The Sun señaló que es «casi una canción indie». Jason Lipshutz de la revista Billboard en su revisión de Up All Night dijo que los sintetizadores le añadían «seriedad» al estribillo.

### Desempeño comercial
«More Than This» contó con una mala recepción en las listas y se convirtió en el sencillo menos exitoso de la banda. En Australia ubicó la penúltima posición de su lista Australian Singles Chart y solo estuvo una semana dentro de ella. Sin embargo, la ARIA le otorgó un disco de oro por vender más de 35 000 copias en el país. Por otro lado, en Irlanda alcanzó el puesto número treinta y nueve tras estar tres semanas dentro del conteo.

## Formatos
- Descarga digital

| «More Than This» — EP |                                      |          |  |
| N.º                   | Título                               | Duración |  |
| 1.                    | «More Than This»                     | 3:49     |  |
| 2.                    | «More Than This» (En vivo)           | 4:08     |  |
| 3.                    | «What Makes You Beautiful» (En vivo) | 3:44     |  |
| 4.                    | «Gotta Be You» (En vivo)             | 4:00     |  |
| 5.                    | «Up All Night» (En vivo)             | 3:48     |  |

## Posicionamiento en listas

### Semanales
| Australia | Australian Singles Chart | 49 |
| Irlanda   | Irish Singles Chart      | 39 |

### Certificaciones
| País      | Organismo certificador | Certificación | Unidades certificadas | Ref.   |
| --------- | ---------------------- | ------------- | --------------------- | ------ |
| Australia | ARIA                   | Platino       | 70 000                | [ 12 ] |
| Noruega   | IFPI — Noruega         | Platino       | 10 000                | [ 14 ] |

## Créditos y personal
- Voz: One Direction.
- Composición: Jamie Scott.
- Producción: Brian Rawling y Paul Meehan.
- Mezcla: Ash Howes.

Fuente: Discogs.